# Naseer Shamma

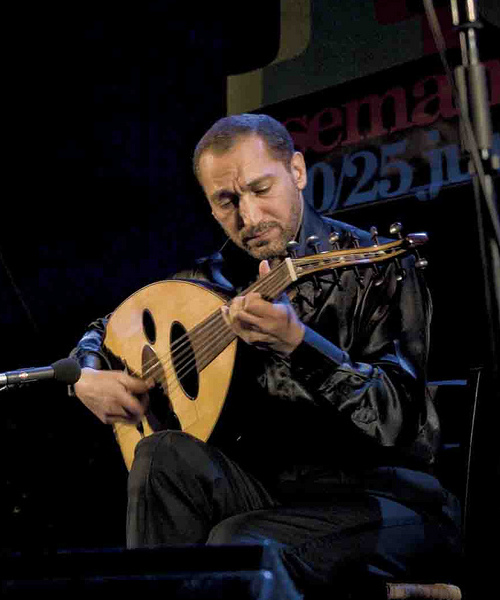
Naseer Shamma (2011).

Naseer Shamma (arabisch نصير شمة, DMG Naṣīr Šamma, auch شمه / Šammah; * 1963 in Kut, Irak) ist ein irakischer Oud-Spieler, der mit vielen Preisen ausgezeichnet wurde.
An der Musikhochschule in Bagdad studierte er bei dem irakischen Großmeister Munir Baschir, wo er 1987 sein Diplom für Musikkunst erhielt. Neben der heutigen Spieltechnik mit Plektrum beherrscht er auch die altertümliche mit fünf Fingern.
Von 1993 bis 1998 lehrte er an der Musikhochschule in Tunesien. Seit Beginn seiner beruflichen Laufbahn komponiert er eigene Stücke. Sein Hauptanliegen ist es, in verschiedenen Teilen der Welt Konzerte zu geben. Seit Ende der 1990er Jahre lebt er in Kairo in Ägypten und gründete dort 1998 das Bait al-Oud al-Arabi (Haus des arabischen Oud), das er zurzeit neben seinen Konzertauftritten leitet. 1999 gründete er das Al-Oyoin Ensemble, in dem Methoden und Instrumente der klassischen arabischen Musik sowie der westlichen kombiniert werden.
Als einziger Musiker der Gegenwart hat er nach den Manuskripten des berühmten Musiktheoretikers al-Farabi aus dem 9. Jh. einen Oud mit acht statt der üblichen sechs Saiten gebaut. Diese Veränderung erweiterte den Tonumfang des Instrumentes und verlieh ihm eine eigene Tonalität.
Eine weitere Neuerung des Musikers besteht in der Verwendung und dem Lehren einer einhändigen Spieltechnik des Oud. Diese wurde ursprünglich von Salim Abdulkarim entwickelt, um vom Golfkrieg Versehrten das Oudspielen zu ermöglichen.

## Diskografie
- Le luth de Baghdad („The Baghdad Lute“) (1994, Paris)
- Ishrāq (1996)
- The Moon fades (1999)
- Maqamat Ziryab (2003)
- Ancient Dreams (2004)
- Meditation (2005)
- Hilal (2005)
- Ard Alsawad (2006)
- Viaje de las almas (2011)